# Le Livre noir de la psychanalyse
Pour les articles homonymes, voir Livre noir.
Le Livre noir de la psychanalyse. Vivre, penser et aller mieux sans Freud est un ouvrage collectif publié en septembre 2005 sous la direction de Catherine Meyer. Il rassemble quarante contributions d'auteurs de diverses nationalités et de plusieurs champs disciplinaires, histoire, psychiatrie, philosophie notamment, qui se situent dans une perspective critique à l'égard de la psychanalyse.
Ces critiques portent notamment sur l'histoire de la psychanalyse et la scientificité des théories de Freud. Elles mettent en avant des échecs thérapeutiques de la psychanalyse. Certaines contributions sont dans le prolongement de critiques déjà formulées auparavant par des scientifiques, en particulier par les Freud scholars.
La publication de cet ouvrage a suscité des critiques de la part de psychiatres, de psychologues et de psychanalystes.

## Origine du projet
À la suite du retrait du site du ministère par le ministre de la Santé (Philippe Douste-Blazy) d'un rapport de l'Inserm comparant l'efficacité des différentes psychothérapies, Catherine Meyer (ex-normalienne, ancienne éditrice chez Odile Jacob) et Laurent Beccaria (fondateur des éditions des Arènes) décident de ce projet lors d'un déjeuner dans un restaurant parisien durant l'été 2004.

## Le contenu
Le livre critique la psychanalyse freudienne comme théorie (métapsychologie) et comme pratique selon plusieurs axes, dont on peut dégager l'essentiel, à partir des cinq parties qu'il contient :
1. La face cachée de l'histoire freudienne
2. Pourquoi la psychanalyse a-t-elle eu un tel succès ?
3. La psychanalyse et ses impasses
4. Les victimes de la psychanalyse
5. Il y a une vie après Freud

### Les mensonges (La face cachée de l'histoire freudienne)
Dans cette partie sont présentés des travaux d'historiens et critiques du freudisme et de la psychanalyse. Cette présentation s'articule autour des sections suivantes :
1. Mythes et légendes de la psychanalyse,
2. Les fausses guérisons,
3. La fabrication des données psychanalytiques,
4. L’éthique de la psychanalyse ?

Le principal objectif de recherche est de démontrer le décalage important entre ce qu'ils nomment l'histoire réelle de la psychanalyse et celle concernant le personnage de Freud par rapport à ce qui est nommé l'histoire officielle. Ces historiens, pour la plupart anglo-saxons, et nommés les Freud Scholars (« érudits de Freud »), analysent la psychanalyse comme construite autour de « légendes ». Selon Mikkel Borch-Jacobsen, la psychanalyse ne résiste pas à « la police du passé ».
D'après ces historiens, Freud et certains de ses hagiographes ont produit des mensonges au sujet de : 
1. ses études cliniques,
2. son matériel clinique,
3. ses résultats thérapeutiques,
4. la portée et de l'innovation de ses résultats théoriques et pratiques,
5. ses méthodes de travail.

Ils rapportent, par ailleurs, l'édification progressive de légendes autour de sa personne, critiquent ce qui est postulé comme son génie scientifique, et remettent en cause l'efficacité de la thérapie psychanalytique.
Le travail d'historiens comme Frank Sulloway, celui de Mikkel Borch-Jacobsen et Sonu Shamdasani (historien de la psychologie, spécialiste de l'œuvre de C.G. Jung), ainsi que les travaux de Frederick Crews, Frank Cioffi, Han Israëls, Jacques Van Rillaer, Robert Wilcocks, Allen Esterson, Richard Webster, Richard Pollak, Patrick Mahony (psychanalyste), etc., tendent tous vers la dénonciation de la mystification qui tient à diverses légendes mensongères et désinformatrices construites et entretenues autour de Freud et de la psychanalyse,.
La publication des lettres de Freud à Fliess va également dans le sens de ce travail, même si beaucoup d'archives entreposées à la bibliothèque du Congrès à Washington sont ou étaient inaccessibles aux historiens.
Le psychologue Ernst Falzeder note en 2015 que les œuvres publiées de Freud sont dans le domaine public en 2009 et qu'en ce qui concerne « une quantité de matériaux d’archives non publiés, tels que des lettres ou des interviews, les restrictions ont maintenant été considérablement relâchées ».

### La méthode
Les psychanalyses freudienne et lacanienne (comme méthode d'exploration du psychisme, comme ensemble de théories et comme thérapie) se voient critiquées d'un point de vue méthodologique et, à la suite de Karl Popper, épistémologique. Cependant, certains auteurs du Livre noir, comme Crews ou Cioffi, contestent quelque peu la critique de Popper sur l'irréfutabilité du corpus freudien.

### L'efficacité
La psychanalyse freudienne comme thérapie, soit la cure psychanalytique, est critiquée en tant que peu efficace, peu sûre, par opposition aux thérapies cognitivo-comportementales issues du béhaviorisme et de la psychologie cognitive.

### La légitimité du praticien
L'analyste est un ancien analysé sans autre légitimité universitaire ni d'obligation de diplômes, sa pratique flirte, selon la jurisprudence, avec l'exercice illégal de la médecine. En France, l’exercice de la psychanalyse par des non-médecins n’est plus passible des peines prévues par l'article 372 du Code pénal pour exercice illégal de la médecine, car sa jurisprudence n’assimile plus à la médecine la psychanalyse désormais classée comme « profession paramédicale non réglementée ». Melanie Klein, Anna Freud, Otto Rank, Theodor Reik, Marie Bonaparte, Lou Andreas-Salomé, pour ne citer qu'eux, n'étaient ni médecins ni psychologues. Des auteurs du livre comme Catherine Meyer, affirment l'exception de la France et de l'Argentine qui sont, selon elle, les pays les plus freudiens au monde. Pour l'historien de la médecine Edward Shorter (en), la pratique de l'analyse freudienne s'est démodée dans une grande partie du monde et le déclin inexorable de la psychanalyse n'épargne que la France et l'Argentine.

### La position des psychanalystes
Le livre avance que les pratiques des psychanalystes freudiens et lacaniens s'éloignent de plus en plus des avancées de la connaissance de la psyché : 

« Hier insurgés et de toutes les avant-gardes, les freudiens et les lacaniens sont devenus aujourd'hui des intellectuels sourcilleux et volontiers agressifs, défendant leur bastion avec dogmatisme. La sclérose de la réflexion est patente : refus de diffuser les travaux des historiens critiques de Freud, fermeture aux découvertes scientifiques dérangeantes et censure des travaux qui évaluent l'efficacité des psychothérapies (peu favorables à la psychanalyse…) »

### Critique des médias en France
De nombreux auteurs du livre et ceux qui sont responsables de sa création dénoncent une loi du silence médiatique qui entoure d'après eux, en France, la critique de la psychanalyse.

## Réception de l'ouvrage

### Presse
De nombreux journaux ont fait état de cette publication et relayé les débats soulevés par le livre, notamment Le Point, Le Nouvel Observateur, Le Monde ou encore Libération pour la France, mais également des journaux étrangers : Frankfurter Allgemeine Zeitung (Allemagne), Le Temps (Suisse), The Observer (Grande-Bretagne), NRC Hangelsblad (Amsterdam).
Dans une recension de la revue Sciences Humaines de janvier 2014, Nicolas Journet prend le parti du livre et l'inscrit dans les 200 ouvrages importants des sciences humaines.
Le philosophe Michel Onfray a plusieurs fois soutenu l'ouvrage et raillé les critiques organisées par le milieu psychanalytique.

### Éditions
Le livre est un succès commercial, il a dû être réimprimé à plusieurs reprises dès sa sortie, et réédité à deux reprises, en 2010 et en 2013, avec des modifications, la dernière partie du livre est désormais publiée dans un ouvrage intitulé Les Nouveaux Psys. Il a été traduit en plusieurs langues.

### Critiques
La psychanalyste Élisabeth Roudinesco a en premier réagi aux propos du livre. Elle accuse l'éditeur d'être voué aux « thèmes conspirationnistes » et accuse ses critiques d'entretenir une hypothétique « haine anti-Freud ». Laurent Beccaria, le directeur des éditions Les Arènes a répondu publiquement à ce qu'il considère être « un procès d'intention » et une « absurdité ». 
Élisabeth Roudinesco a aussi accusé le livre d'être une publicité déguisée pour la psychothérapie cognitivo-comportementale (PCC). Sur le site de l'Association française pour l'information scientifique, Jacques Van Rillaer répond que sur les 16 professionnels de la santé mentale (sur quarante auteurs), neuf sont des comportementalistes.

Dans une recension publiée dans la revue à comité de lecture The International Journal of Psychoanalysis, le psychiatre et psychanalyste Simon Daniel Kipman livre la critique suivante : 

« Bien que certains auteurs se proclament scientifiques, principalement historiens des sciences, ce livre cible le grand public, avec cette notion implicite qu’il est approprié de simplifier pour atteindre ce lectorat. […] La critique du statut scientifique de la psychanalyse tombe complètement à plat. Elle est basée sur une vision de la science qui n'est plus partagée que par quelques psychanalystes réactionnaires […] Il semble que les auteurs se limitent à considérer et rejeter les premières pratiques expérimentales de Freud (là où il est bien connu qu'il n’a pas conduit d’analyses d'après ces critères, et non sans raison !). Ils ne veulent probablement pas et sont incapables de suivre les débats et développements en psychanalyse. »

.
Pour les Annales médico-psychologiques cet ouvrage est critiqué comme faisant dans la « caricature » et « n’aborde que la part d’ombre de cet énorme mouvement psychodynamique, tait les nombreux concepts élaborés dont certains ont été validés, et surtout les développements et les mouvements orthodoxes actuels ». Selon la psychanalyste Françoise Baldé, la plupart des critiques effectuées dans l’ouvrage datent des débuts de la psychanalyse et si peu de textes font preuve « de modération et de réflexion » que cela empêche tout débat.

Dans une recension publiée dans la Revue française de psychanalyse, le psychiatre et psychanalyste Bernard Brusset affirme que 

« La psychanalyse est dénaturée, réduite à un système fermé que les psychanalystes appliqueraient automatiquement, comme si les théories de Freud étaient les mêmes en 1895 et en 1938 et que rien n’ait changé depuis lors. Or, les débats internes à la psychanalyse ayant été constants depuis l’origine, il est difficile de reconnaître la psychanalyse dans ces schémas, ces citations tronquées, décontextualisées, mettant sur le même plan théorie psychanalytique et propos improvisés et provocateurs de Lacan et de Dolto. »

Selon le psychanalyste et professeur de psychologie clinique de l’université Paris-XIII, Jean-Yves Chagnon : « le numéro du Nouvel Observateur intitulé « Faut-il en finir avec la psychanalyse ? » […] prétend ouvrir un débat en relayant sans critique les thèses du Livre noir de la psychanalyse, thèses tellement haineuses et mensongères qu’elles s’en discréditent elles-mêmes. »

### Réponses aux débats médiatiques
En 2005, le docteur en psychologie et psychothérapeute Jacques Van Rillaer répond à toutes les critiques d'Élisabeth Roudinesco à propos du Livre noir de la psychanalyse. Il lui a reproché à l'occasion d'une autre polémique, « mauvaise foi » et mensonge.

À la question : « le meilleur moyen de lancer un débat était-il de traiter Freud de tous les noms ? », Jean Cottraux, l'un des coauteurs, répond : « On a forcé un peu la note et un débat a besoin d'être polémique. » À la question : « Mais pourquoi aller jusqu'aux injures ? », il répond : 

« Freud n'est pas qu'un scientifique, c'est aussi un leader politique. Sans insultes ni diffamation, nous avons exploré le côté obscur de ce leader politique. Un exercice démocratique : le public a le droit de savoir. »

## Auteurs

### Auteurs principaux
- Mikkel Borch-Jacobsen, auteur de Souvenirs d’Anna O. : Une mystification centenaire, historien de la psychanalyse.
- Jean Cottraux, psychiatre des hôpitaux, thérapeute cognitivo-comportemental, directeur de l'Unité de traitement de l'anxiété au CHU de Lyon
- Didier Pleux, docteur en psychologie du développement, psychologue clinicien et directeur de l’Institut français de thérapie cognitive
- Jacques Van Rillaer, professeur de psychologie à l'université de Louvain-la-Neuve et aux Facultés universitaires Saint-Louis, praticien des thérapies comportementales et cognitives.

### Autres collaborateurs
- Catherine Barthélémy, chef de service de pédopsychiatrie au CHU de Tours.
- Aaron Beck, spécialiste en thérapies cognitives.
- Madeleine Beaudry, professeur à l'université Laval - Québec.
- Jean-Marie Boisvert, professeur à l'université Laval - Québec.
- Filip Buekens, philosophe à l'université de Tilbourg aux Pays-Bas.
- Frederick Crews, professeur émérite à Université de Berkeley en Californie.
- Frank Cioffi, philosophe et historien des sciences à l’université du Kent, Canterbury.
- Jean-Jacques Déglon, psychiatre suisse spécialisé dans l'étude de la toxicomanie.
- Albert Ellis, psychothérapeute de l'approche émotivo-rationnelle (70 ouvrages).
- Allen Esterson, physicien et mathématicien, auteur de Seductive Mirage: An Exploration of the Work of Sigmund Freud.
- Violaine Guéritault, spécialiste du syndrome du burn-out, docteur en psychologie, diplômé de Georgia State University où elle a enseigné plusieurs années.
- Émilie Hermant, psychologue clinicienne, coordinatrice du Centre Georges Devereux.
- Allan Hobson, professeur de psychiatrie à la Harvard medical School et directeur du laboratoire de neurophysiologie au Massachusetts Mental Health Center.
- Han Israëls, enseignant en psychologie judiciaire à l'université de Maastricht.
- Patrick Légeron, médecin psychiatre à l’hôpital Sainte-Anne à Paris.
- Malcolm Macmillan, président de la Société internationale pour l’histoire des neurosciences, et professeur à l’école de psychologie de l’université de Deakin en Australie
- Patrick Mahony, psychanalyste américain[36], enseignant à l'Université de Montréal, membre de la Société royale de psychanalyse du Canada et lauréat d'une bourse Killam.
- Tobie Nathan, professeur de psychologie clinique et pathologique à l'université de Paris VIII.
- Antoine Pelissolo, docteur en médecine, psychiatre à l’hôpital de la Salpêtrière à Paris, puis au CHU Henri-Mondor à Créteil.
- Philippe Pignarre, directeur de la maison d'édition Les Empêcheurs de penser en rond. Ancien employé de l'industrie pharmaceutique, qu'il critique à présent violemment.
- Richard Pollak, journaliste.
- Joëlle Proust, directrice de recherche au CNRS, agrégée de philosophie.
- Frédéric Rosenfeld, psychiatre libéral à Lyon, auteur de Méditer c'est se soigner aux éditions Les Arènes.
- Sonu Shamdasani, historien de la médecine et des sciences, chercheur au Wellcome Trust Centre for the History of Medicine au University College de Londres, spécialiste de Carl Gustav Jung, auteur notamment de Psychologie du yoga de la Kundalinî.
- Edward Shorter, historien de la médecine, enseignant à la Faculté de médecine de l’université de Toronto.
- Isabelle Stengers, philosophe et historienne des sciences, chargée de cours à l'université libre de Bruxelles.
- Frank Sulloway, historien des sciences à l’université de Californie à Berkeley.
- Pascal de Sutter, docteur en psychologie et sexologue clinicien d’origine belge.
- Peter Swales, spécialiste de Freud.

#### Critiques défavorables
- Commentaire d'Élisabeth Roudinesco
- Commentaire d'Olivier Douville
- Commentaire de Guy Massat
- Commentaire par Bernard Brusset de la Société psychanalytique de Paris
- Roger Perron « Noirceurs », Le Carnet PSY 8/2005 (no 103), p. 14-18, cairn.info
- Pierre Delion « Quelques réflexions à propos du livre noir de la psychanalyse et de l'article de Philippe Pignarre dans le Monde du 16 septembre 2005 », Le Carnet PSY 8/2005 (no 103), p. 18-20, cairn.info

#### Critiques favorables et autres
- Dossier sur le site de l'éditeur
- Le site de l'AFIS, Science et pseudo-sciences avec de nombreux articles et dossier sur la psychanalyse et sur le Livre noir.  et
- Michel Onfray, Crépuscule d'une idole : L'Affabulation freudienne, Paris, Grasset, 2010, 612 p. (ISBN 978-2-246-76931-6)
- Jean-Louis Racca, « Peut-on critiquer la psychanalyse ? », 14 avril 2006 (consulté le 11 novembre 2021)